# Live Songs
| 전문가 평가              | 전문가 평가 |
| 평가 점수                | 평가 점수   |
| 출처                     | 점수        |
| ------------------------ | ----------- |
| Allmusic                 | 4/별        |
| Christgau's Record Guide | B+          |

《Live Songs》는 캐나다의 싱어송라이터 레너드 코언의 첫 번째 라이브 음반으로, 3년 간의 《Songs of Love and Hate》와 《New Skin for the Old Ceremony》 사이에서 발매되었다.

## 배경
1969년 코언의 두 번째 음반 《Songs from a Room》이 발매되고 나서야 코언은 마지못해 투어에 동의했다. 이라 나델의 1996년 전기 《Various Positions》에서 다시 언급되었듯이, 코언은 1967년 4월에 제정신인 핵 정책을 위한 국가 위원회를 위한 뉴욕의 타운 홀 집회에 처음으로 주요 노래 출연하였다. 그는 〈Suzanne〉을 몇 곡 연주하고 무대 공포에 질려 걸어나갔지만, 동정심 많은 청중들에 의해 노래를 끝내기 위해 무대로 돌아왔다. 코언은 1970년 마침내 투어 압력에 굴복했지만, 그의 인기가 미국보다 훨씬 더 높은 유럽으로 제한되었다. 코언은 1972년과 1974년에 다시 유럽으로 돌아왔다. 앤서니 레이놀즈의 책 《Leonard Cohen: A Remarkable Life》에 따르면, 코언은 《Songs from a Room》을 제작한 밥 존스턴에게 투어에서 밴드를 조립하고 키보드를 연주하도록 요청했다. "나는 거의 우연히 투어를 하게 되었다"라고 레이놀즈는 존스턴의 말을 인용한다.

## 커버
캐나다의 클레즈머 음악가 제프 버너는 〈Queen Victoria〉의 그의 버전을 《Wedding Dance of the Widney Bride》 (2007년)에서 녹음했다.

## 곡 목록
모든 곡들은 특별한 언급이 없는 한 레너드 코언에 의해 작사/작곡하였다.
| #  | 제목                  | 작사·작곡     | 재생 시간 |
| -- | --------------------- | ------------- | --------- |
| 1. | 〈Minute Prologue〉   |               | 1:12      |
| 2. | 〈Passing Through〉   | 딕 블레이클리 | 4:05      |
| 3. | 〈You Know Who I Am〉 |               | 5:22      |
| 4. | 〈Bird on the Wire〉  |               | 4:27      |
| 5. | 〈Nancy〉             |               | 3:48      |
| 6. | 〈Improvisation〉     |               | 3:17      |

| #  | 제목                                     | 재생 시간 |
| -- | ---------------------------------------- | --------- |
| 1. | 〈Story of Isaac〉                       | 3:56      |
| 2. | 〈Please Don't Pass Me By (A Disgrace)〉 | 13:00     |
| 3. | 〈Tonight Will Be Fine〉                 | 6:06      |
| 4. | 〈Queen Victoria〉                       | 3:28      |